# 马扎梅站
马扎梅站，是法国的一个铁路车站，位于法国南部城市马扎梅。

## 位置
马扎梅站位于市区的部，卡斯特尔－贝达里厄铁路385.203公里处，距离图卢兹大约107公里。车站大致呈走向，开口朝。

## 设施
马扎梅站设有人工售票窗口，其开放时间如下：
- 周一至五：09:20 - 12:05和14:00 - 18:30
- 周六：09:40 - 14:30和15:20 - 19:40
- 周日：10:45 - 13:35和15:20 - 19:40

此外，马扎梅站还设有自动售票机等设施。

## 停靠线路
以下列车线路在马扎梅站停靠：
| 马扎梅列车线路表 |      |              |          |              |
| 线路             | 车种 | 上一站       | 下一站   | 大致运行频率 |
| 图卢兹—马扎梅    | TER  | 拉布吕基耶尔 | （终点） | 每天4~11趟   |
| 1.               |      |              |          |              |

## 配套交通

### 长途客车
| 停靠马扎梅站的大巴车 |                         | |
| 上下车地点           | 运营单位                | 主要线路及目的地 |
| 马扎梅站门口         | 塔恩省城际客运 Tarn'bus | - 762线：卡斯特尔、拉布吕基耶尔、圣阿芒苏尔、圣蓬德托米耶尔 - 768线：苏阿勒、塞马朗 |
| 马扎梅站门口         | SNCF Car TER            | - 9线：卡斯特尔、图卢兹 - 951线：卡斯特尔、皮洛朗、弗朗卡尔维尔、韦尔费伊、图卢兹 - 953线：卡斯特尔、拉巴斯蒂代鲁艾鲁、贝济耶 - 当某条铁路线施工或罢工时，SNCF可能也会提供途径该线路沿途站点的大巴车 |
| 1. 2. 3. 4.          |                         | |

### 市内交通
| 马扎梅附近的市内公共交通线路 |              | |
| 公交车站名称                 | 位置         | 停靠线路 |
| PEM 综合交通枢纽（PEM）      | 马扎梅站门口 | - 8路：马扎梅-PEM （环线）（市区东侧） - 9路：马扎梅-PEM （环线）（市区西侧） - 10路：卡斯特尔-医院 ↔ 马扎梅-PEM |
| 1. 2.                        |              | |

### 社会车辆
马扎梅站门口设有社会车辆停车场。

## 临近车站
| 马扎梅站（Gare de Mazamet）    |                        |                                     |
| 上行车站                       | 线路                   | 下行车站                            |
| 拉布吕基耶尔站                 | 卡斯特尔－贝达里厄铁路 | （终点） （马扎梅以下的路段已关闭） |
| - 本表仅显示运营中的线路及车站 |                        |                                     |